# 2008年10月18日のリング禍
2008年10月18日のリング禍（にせんはちねんじゅうがつじゅうはちにちのリングか）は、2008年10月18日に中小プロレス団体（インディー系）に所属する選手が練習中に死亡した事故（リング禍）。プロレスにおける問題が浮き彫りになった。なお、この記事の名称は便宜上につけたものである。

## 概要
2008年10月18日、新木場1stRINGの貸しリングで佐野直を中心にインディー系のプロレスラー3団体による合同練習を行い、A（25歳）も練習に参加していた。その最中、Aの所属する団体の代表の菅原伊織と、同じ団体に所属するB（34歳）でダブルインパクトの練習を行うことになり、菅原がAを肩車して、BがコーナーポストからAをめがけてダイブした。この結果、Bのコーナーからのラリアットによって、Aは頭からまともにリングに落下。頸椎骨折による脳幹損傷という致命傷を受けたAはただちに病院へ運ばれたが、6日後の10月24日に死亡した。

## 問題点
事故当時のAは平塚市に住む会社員であり、2008年4月に入門して8月にデビュー。試合経験は2度のみであった。Bも会社員であり、Aと同僚だった。所属団体は自前のリングを持っておらず、週に数回地元の柔道場へ集って畳の上で受身の練習や筋力トレーニングを行い、時折マットを持参して投げ技を練習する程度であった。Aがリングを使って練習を行ったのは当日で3回目であり、入門以前に格闘技の経験もなかったため素人同然と言ってもよく、プロレスラーにとって重要な受身も出来ず、教わる機会もなかった。
ダブルインパクトは合体技の1つで、片方がターゲットを肩車し、片方がコーナーポストからターゲットめがけてダイブしてラリアットをたたきつけるという物で、フィニッシュにも使われる大技であるが、それだけに危険性も高い。肩車をする選手には体勢を変えて、相手が受身を取りやすいよう落下させる配慮が必要になる。しかしAもBも技を掛けたことがなく、掛けられたこともなかった。

## その後
2009年2月、死去したAの遺族は佐野直、菅原伊織、Bを 業務上過失致死容疑で刑事告訴した（2011年3月に不起訴処分）。
2010年8月27日、警視庁東京湾岸警察署は、技を掛けた2人を技術が未熟なのにもかかわらず危険な技を掛け、Aを死亡させた疑い、練習の責任者だったプロレスラーを安全管理を怠った疑いで過失致死容疑で書類送検した。

## 背景
プロレスは、全体を統括する団体がなくライセンスが存在しない。このため、基本的な練習を行っていなくてもリングに上がって試合をすることができる。集客力のない弱小団体はチケットの売り手として選手を入団させている場合もある。
受身もまともに取れない素人に対して危険なプロレス技を仕掛け、プロレス技の危険性を認識していない人間が指導をしていたことが今回の事件に繋がっており、起こるべくして起きたと考えられる。
ライセンス制については微妙な問題であり、ライセンス制のあるボクシングでも、死亡事故が起きることは少なくない。また、ベテラン選手についても「アブドーラ・ザ・ブッチャーとテリー・ファンクが、現在のコンディションでライセンスを取れるかどうか怪しいからといって、彼らを強制的に引退させるなどということが可能なのか?」というように、ライセンス制に疑問の声が上がることがある。